# Svitlovodsk
Svitlovodsk (tiếng Ukraina: Світловодськ) là một thành phố của Ukraina. Thành phố này thuộc tỉnh Kirovohrad. Thành phố này có diện tích ? km2, dân số theo điều tra dân số năm 2001 là 50094 người.